# Ylfete Fanaj

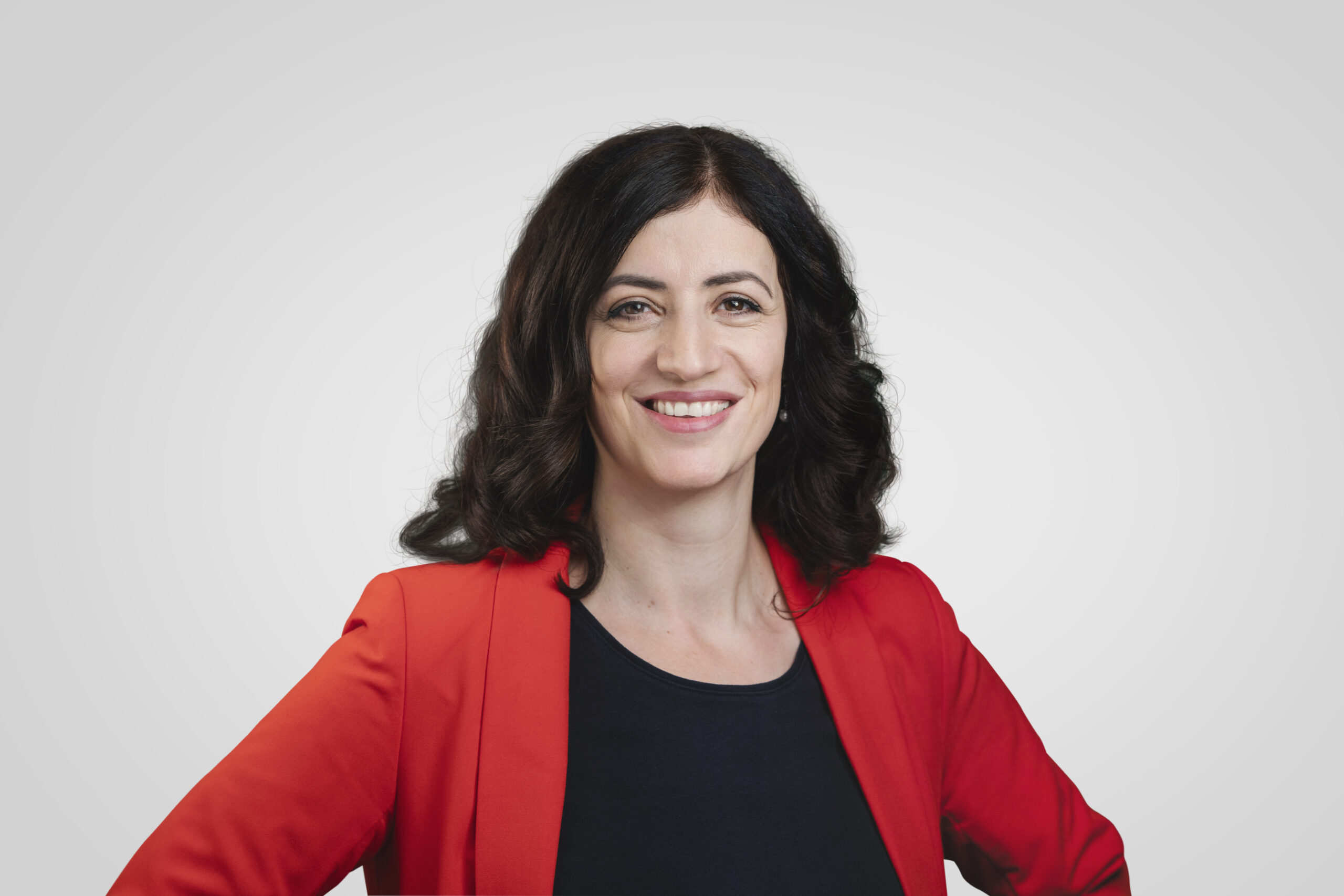
Ylfete Fanaj (2023)

Ylfete Fanaj (* 11. Juli 1982 in Prizren, SFR Jugoslawien, heute Kosovo) ist eine Schweizer Politikerin (SP) und war von Juni 2011 bis Juni 2023 Luzerner Kantonsrätin. Sie war Präsidentin des Kantonsrats für die Periode 2020/2021. Am 14. Mai 2023 wurde sie in den Regierungsrat des Kantons Luzern gewählt.

## Biografie
Ylfete Fanaj wurde am 11. Juli 1982 in der südkosovarischen Stadt Prizren geboren, die zu der Zeit zur Sozialistischen Föderativen Republik Jugoslawien gehörte. Ihr Vater arbeitete in den 1980er Jahren als Saisonnier in der Schweiz. 1990 zogen seine Frau und zwei jüngere Geschwister von Ylfete nach, während sie mit der älteren Schwester bei ihrer Grossmutter blieb. Als sich 1991 die politische Lage im Kosovo weiter verschlechterte, folgten Ylfete und ihre ältere Schwester der Familie nach Mitteleuropa und wurden in Sursee eingeschult.
Ylfete Fanaj absolvierte die mittlere Stufe der Sekundarstufe I und besuchte zusätzlich das 10. Schuljahr als Zwischenlösung, da sie keine Lehrstelle finden konnte. Danach fand sie einen Ausbildungsplatz bei der ECAP Zentralschweiz als Kauffrau. 2003 begann sie als Sekretärin bei der Fachstelle Integration des Kantons Luzern und machte berufsbegleitend die Berufsmatura, welche sie 2005 erfolgreich abschloss. 2009 beendete sie ihr Studium in Sozialer Arbeit an der Hochschule Luzern und schloss mit einem Bachelor ab. Danach arbeitete sie als Sozialarbeiterin der Fachstelle Gesundheitsförderung und Integration für den Kanton Nidwalden. In der Folge erwarb sie einen Master of Science of Social Work der Hochschulen Bern, Luzern, St. Gallen und Zürich. Vor ihrer Tätigkeit als Regierungsrätin arbeitete sie als Bereichsleiterin Deutschschweiz beim Jugendprojekt LITFT in Bern, ein Integrations- und Präventionsprogramm für Jugendliche mit erschwerender Ausgangslage an der Nahtstelle zwischen Schule und Beruf.

## Politische Laufbahn
Ylfete Fanaj begann ihre politische Karriere bei der Organisation von und für Secondos, der Zweigstelle Luzern der Second@s Plus Schweiz. 2007 kam sie in den Vorstand dieses Vereins. Im gleichen Jahr wurde sie zudem als Kandidatin der Sozialdemokratischen Partei der Schweiz in den Grossstadtrat Luzerns gewählt. 2008 nahm sie Einsitz im Vorstand des gesamtschweizerischen Vereins der Secondos und wurde 2009 dessen Präsidentin. Schon seit 2006 war sie Mitglied in der Geschäftsleitung der SP Stadt Luzern im Ressort Kommunikation und wechselte im März 2011 in die Geschäftsleitung der kantonalen Sektion der Partei.
Im April 2011 wurde sie in den Luzerner Kantonsrat gewählt. Fanaj war damit die erste Schweizer Kantonsrätin mit kosovarischen Wurzeln. Im März 2015 wurde sie für eine zweite Amtszeit gewählt und 2019 in diesem Amt erneut bestätigt. Im Kantonsrat war sie zunächst Mitglied der Staatspolitischen Kommission. Danach wurde sie Mitglied und später Vizepräsidentin der Kommission Justiz und Sicherheit. Von 2015 bis 2019 präsidierte sie die SP-Fraktion im Kantonsparlament. Am 17. Juni 2019 ist Fanaj zuerst zur Vizepräsidentin und am 23. Juni 2020 zur Präsidentin des Kantonsrates für die Periode 2020/2021 gewählt worden.
Fanaj kandidierte bei den Schweizer Parlamentswahlen 2011, 2015 und 2019 für einen Sitz im Nationalrat, jeweils ohne gewählt zu werden.
Am 9. März 2022 gab sie ihre Nominationskandidatur für die Luzerner Regierungsratswahlen 2023 bekannt. Der Parteitag der SP nominierte sie am 24. September 2022 als Regierungsratskandidatin. Am 14. Mai 2023 wurde sie im zweiten Wahlgang in den Regierungsrat des Kantons Luzern gewählt. Damit konnte sie für die SP den 2015 durch den Rücktritt von Yvonne Schärli-Gerig verloren gegangenen Sitz im Regierungsrat wieder zurückgewinnen. Durch ihre Wahl und die Wahl von Michaela Tschuor sind zum ersten Mal zwei Frauen im Luzerner Regierungsrat vertreten. Zudem ist mit Fanaj erstmals eine Person mit kosovarischer Abstammung Mitglied einer Kantonsregierung in der Schweiz.

## Aktivitäten in Vereinen
Fanaj ist in verschiedenen Vereinen im sozialen Bereich aktiv. Sie ist Vorstandsmitglied im Verein LISA – Luzerner Verein für die Interessen der Sexarbeitenden und im Verein Zentrum für interkulturelle Bildung – ZIB sowie Beirätin der Kontakt- und Anlaufstelle Sans-Papiers Luzern und der Fanarbeit Luzern. Ausserdem ist sie Kommissionsmitglied Sozialer Zusammenhalt der katholischen Kirche Stadt Luzern. In der Vergangenheit war sie ausserdem engagiert im Verein Asylbrücke in Zug, im Programm zwangsheirat.ch und im Verein Politforum Zentralschweiz. Als Mit-Initiantin ist sie Präsidentin des Vereins "50 Jahre Frauenstimmrecht Luzern".

## Privat
Fanaj ist verheiratet und lebt mit ihrem Ehemann und ihrem Sohn in der Stadt Luzern.